# Jon Huertas
Jonathan Hofstedt, dit Jon Huertas, est un acteur et chanteur américain, né le 23 octobre 1969 à New York.

## Biographie
Jonathan William Scott Hofstedt naît le 23 octobre 1969 à New York.
De 2009 à 2016, il joue dans l'intégralité de la série télévisée Castle, où il interprète le rôle du lieutenant de police Javier Esposito, aux côtés de Stana Katic (Kate Beckett) et Nathan Fillion (Richard Castle). On a également pu l'apercevoir au début du clip Feigning Interest de Josh Hopkins.
Il a également sorti des singles : Sex Is the Word et Waste of your time (avec Roc$tedy) en 2011, Ledge of Love en 2012 et Champion en 2013, puis un premier album, Grown & Sexy Music, en 2013.
Depuis 2016, il joue le rôle de Miguel dans la série This Is Us.

## Filmographie

### Cinéma
- 1996 : Ultime Décision : un des terroristes
- 2000 : Auggie Rose de Matthew Tabak
- 2006 : Los Angeles : Alerte maximum : Rick
- 2007 : Believers : Victor Hernandez
- 2008 : Ultimate Patrol (The Objective) : Sergent Vincent Degetau
- 2012 : Stash House : Ray Jaffe

### Télévision
- 2000 : Sabrina, l'apprentie sorcière : Brad Alcerro (saison 4, 11 épisodes)
- 2005 : Cold Case : Affaires classées : Carlos
- 2006 : FBI : Portés disparus : Luis Alvarez (saison 3, épisode 14)
- 2007 : Prison Break : DeJesus (saison 2, épisode 22)
- 2008 : Generation Kill : Sergent Antonio "Poke" Espera
- 2008 : NCIS : Enquêtes spéciales : Jack Kale (saison 6, épisode 5)
- 2009 : Dark Blue : Unité infiltrée (Dark Blue) : (saison 1, épisode 7)
- 2009 : Terminator : Les Chroniques de Sarah Connor : Traevor (saison 2, épisode 4)
- 2009 - 2016 : Castle : Javier Esposito
- 2016-2022 : This Is Us : Miguel
- 2016 : Elementary : Halcon (saison 5, épisodes 2 et 24 ; saison 7, épisode 4)
- 2019 : The Rookie : Le Flic de Los Angeles : Mejia (saison 2, épisode 3 : Le Pari)

## Discographie

### Albums
- 2013 : Grown and Sexy Music

### Singles
- 2011 : Sex is the Word (avec Roc$tedy)
- 2011 : Waste of Your Time (avec Roc$tedy)
- 2012 : Ledge of Love
- 2013 : Champion